# Badr Haji
Badr Haji (Kuwait; 19 de diciembre de 1967) es un exfutbolista de Kuwait que jugaba en la posición de centrocampista.

## Carrera

### Club
| Periodo   | Club         |
| --------- | ------------ |
| 1984–1997 | Kazma SC     |
| 1997-1999 | Al-Shabab FC |
| 1999–2003 | Kazma SC     |

### Selección nacional
Jugó para Kuwait en 50 ocasiones de 1988 a 2000 y anotó 8 goles, participó en dos ediciones de la Copa Asiática y ganó la medalla de plata en los Juegos Asiáticos de 1998.

## Logros

### Club
- Liga Premier de Kuwait: 4

1986, 1987, 1994, 1996
- Copa del Emir de Kuwait: 4

1982, 1984, 1990, 1995
- Copa de la Corona de Kuwait: 1

1995
- Copa del Príncipe de la Corona Saudí: 1

1999
- Copa de Clubes Campeones del Golfo: 2

1987, 1995

### Selección nacional
- Copa de Naciones del Golfo: 2

1996, 1998

### Individual
- Mejor Jugador Árabe en 1994.
- Mejor Jugador de la Copa de Naciones Árabe 1998.
- Mejor Jugador de la Copa de Naciones del Golfo de 1998.